# Église Notre-Dame de Beauficel-en-Lyons
L'église Notre-Dame est un édifice religieux sur la commune française de Beauficel-en-Lyons.

## Historique
Jean de France, duc de Normandie à titre honorifique et futur roi de France, revendique en 1343 le patronage de l'église de Beauficel, s'opposant à l’archevêque de Rouen. En 1382, le Parlement de Paris décide que le patron sera alternativement le roi et l'archevêque de Rouen.

## Description
L'église se trouve dans son enclos paroissial, au milieu du cimetière. Orientée, elle est de plan cruciforme. Elle est précédée à l'ouest d'un porche pentagonal en bois sculpté de 1570, classé monument historique. 
Le clocher du XVIe siècle, grosse tour carrée, située au nord de la nef, dont le mur est constitué d'un damier de pierre et silex, est surmonté d'une charpente à flèche octogonale avec quatre clochetons.
Le chevet se termine par une abside à trois pans. La sacristie est au sud.
À l'intérieur se trouve une magnifique Vierge à l'Enfant du XIVe siècle, classée monument historique. Elle a été dorée en 1732 pour la somme de 20 livres. D'après le docteur Dollfus, la statue était exposée au revers de la façade ouest, avant sa restauration en 1949. La décapitation daterait de la Révolution.

## Protection
L'église fait l'objet de plusieurs protections successives au titre des monuments historiques : le porche fait l'objet d'un classement par arrêté du 20 avril 1925 ; l'église fait l'objet d'une inscription par un arrêté du 19 mars 1940.